# 正木賴忠
正木賴忠（1551年—1622年），戰國時代及江戶時代初期的武將。安房正木氏的一族，勝浦正木氏當主。正木時忠的五男。正木時通之弟。初名時長。正室依照《寬政重修諸家譜》記載，為北条氏隆之女，《南紀德川史》則記載為田中泰行之女。繼室為里見義堯之女。

## 生涯
天文20年（1551年誕生。父親時忠為安房國里見氏的家臣。起初仕於安房正木氏的嫡流大多喜正木氏的正木時茂，並跟隨進攻東上總，任職勝浦城代，稱為勝浦正木氏。時茂死後，大多喜正木氏的勢力衰退，時忠於是打算自里見氏獨立，永祿7年（1564年）正式自里見氏投靠北条氏康，並將五男賴忠送至小田原城成為人質。賴忠於小田原與北条氏隆之女結婚，育有直連、為春、於万（養珠院）等子女。天正年間初，時忠之兄時通自北条氏背叛，再度歸屬里見氏，賴忠由於與北条氏的姻親關係免於被殺害，但日常生活受到嚴密的監視。
天正3年（1575年）兄長時通猝死，天正4年（1576年）父親也死去。時長（賴忠）於天正6年（1578年）前後回到勝浦城，繼承勝浦正木氏的家督，但妻子與兒子為春等人均留在小田原。繼承家督後，將名字正式改為賴忠。天正6年（1578年）里見義弘死後，爆發梅王丸與義賴間的家督之爭，賴忠擁護義賴成為當主，不料引發大多喜正木氏的正木憲時叛變，所幸賴忠與義賴起兵消滅。之後，賴忠迎娶里見義堯之女為繼室。天正15年（1587年）與北条氏交渉後，於小田原作為人質的直連與為春回到上總。此時，原配嫁給北条家臣蔭山氏廣為妻，女兒於万成為氏廣的養女。
天正18年（1590年），豐臣秀吉開始小田原征伐，並將北条氏滅亡，之後秀吉命令德川家康移封至關東，里見氏因此失去上總國，勝浦正木氏也跟著捨棄上總國的領地，前往安房國。賴忠於天正20年（1592年）剃髮出家，法號日嘯（日正）。女兒於万成為家康的側室。慶長3年（1598年），家康打算將賴忠招為家臣，但賴忠本人拒絕，而由次男為春仕於家康。慶長8年（1603年），長男直連也成為松平忠吉（德川家康的四男）的家臣。
慶長17年（1612年），賴忠前往駿府城拜謁成為大御所的家康，家康再度要求招攬為家臣，但賴忠仍打算守護里見氏。里見氏沒落後，投靠次男為春。元和5年（1619年），為春跟隨於万之子（德川賴宣）移封紀伊，賴忠也跟著移居紀伊，並於該地渡過餘生。元和8年（1622年）8月19日於紀伊去世。